# AbeBooks
AbeBooks, anciennement nommée Advanced Book Exchange, est une librairie en ligne créée en 1996 et rachetée en 2008 par Amazon. Elle contient 200 millions de livres neufs, d'occasion, anciens, rares et épuisés mis en vente par plus de 13 500 libraires partenaires dans le monde.
La société sert d'intermédiaire entre acheteurs et libraires du monde entier par le biais d'Internet. Elle est basée à Victoria (Colombie-Britannique) au Canada et possède ses bureaux européens à Düsseldorf en Allemagne. 

## Histoire

### Abebooks Inc.
AbeBooks a été fondé en mai 1996 par Rick Pura et Keith Waters à Victoria, Canada. Très rapidement, de nombreux libraires du nord de l'Amérique font appel aux services d'Abebooks pour vendre leurs ouvrages en ligne. Le réseau de librairies anciennes s'est largement agrandi, depuis, avec la mise en place, entre 1998 et 2001, de partenariats internationaux avec Barnes & Noble/USA (1998), Akaikutsu/JAP (6/2000), Biblioquest/AUS (10/2000) et avec le leader de la vente aux enchères eBay/US (half.com/2001).
En octobre 2001, 8 800 librairies mettaient en vente sur www.abebooks.com environ 30 millions d'ouvrages. Avant la fusion avec Justbooks, 80 personnes travaillaient au sein d'Abebooks.com, l'une des plus grandes sociétés Internet canadiennes[réf. nécessaire].

### JustBooks
JustBooks a été fondée en septembre 1999 à Düsseldorf en Allemagne par Hannes Blum, Dr Malte Brettel, Christian Langer, Florian Heinemann et Dr. Boris Wertz avec la volonté de rendre accessibles les ouvrages universitaires épuisés.
Seuls quelques mois s'écoulent entre la conception du projet et sa réalisation. Le site www.justbooks.de est lancé en octobre 1999, à l'occasion du Salon du livre de Francfort. À la fin de juin 2000, la plate-forme anglaise www.justbooks.co.uk est lancée, suivie neuf mois plus tard de www.justbooks.fr. 
En octobre 2001, juste avant la fusion, Justbooks comptait plus de 1 000 librairies partenaires réunissant 5,3 millions de livres et employait 15 personnes. Cette acquisition a marqué l'entrée d'AbeBooks sur les marchés allemands, français et britanniques.
Depuis décembre 2008, Abebooks Inc. est une filiale du groupe Amazon, mais continue d’opérer de manière indépendante.

### Historique
- AbeBooks (AbeBooks Inc.) a été créée en 1996
- AbeBooks Europe est née de l'acquisition de JustBooks en octobre 2001
- En octobre 2004, AbeBooks Europe a acquis la plate-forme espagnole de livres d'occasion Iberlibro.com.
- En novembre 2005, AbeBooks a racheté le leader des comparateurs de prix dédiés aux livres BookFinder.com.
- En février 2006, AbeBooks a acquis Fillz.com, un service de gestion de catalogues et de commandes en ligne.
- En mai 2006, AbeBooks a racheté 40 % de LibraryThing.com, un site communautaire permettant aux bibliophiles de cataloguer et partager leurs bibliothèques personnelles.
- En février 2008, AbeBooks a lancé Gojaba.com, un nouveau site simplifié et à bas coût d'achat-vente de livres, visant dans un premier temps les libraires et bibliophiles de Suède et de Russie.
- En avril 2008, AbeBooks a acquis Chrislands.com, une entreprise de création, d'hébergement et de maintenance de librairies en ligne.
- En décembre 2008, AbeBooks est racheté par le groupe Amazon.
- En novembre 2018, 1re grève numérique de ses affiliés. Voulant cesser ses relations avec les libraires tchèques, hongrois, russes et coréens, AbeBooks les informe de l’arrêt de leur activité au 30 novembre 2018, sans donner de raison particulière. Un mouvement inédit de solidarité entre les libraires affiliés à AbeBooks se met en place à partir du 1er novembre 2018. En deux jours, près de 200 libraires, principalement membres de l'ILAB, se mettent en vacance du site[2],[3],[4],[5],[6]. Le mouvement s'étend ensuite largement aux libraires non affiliés à ILAB et compte, au 5 novembre 2018, début de la grève officielle, près de 400 libraires en vacance et plus de deux millions de livres retirés du site Abebooks[7]. L'ABA, l'association britannique des libraires membres de l'ILAB, a annoncé la fin de son partenariat avec AbeBooks[8]. La mobilisation des libraires ne faiblit pas et, le 6 novembre 2018, près de 500 libraires, dont plus de 70 français, se sont mis en vacance et près de trois millions de livres ont été retirés du site AbeBooks[9]. Abebooks est finalement revenu sur sa décision, le 7 novembre 2018, alors qu'à cette date, au moins 584 libraires de 26 pays différents s'étaient mis en vacance, retirant ainsi plus de 3.800.000 livres de la base du site[10].

## Modèle économique
Les acheteurs d'AbeBooks ne voient pas de détaillants de livres, mais un réseau de libraires indépendants qui sont, dans leur grande majorité, de petites entreprises. Les libraires téléchargent leur inventaire dans la base de données d'AbeBooks, indiquant des informations sur chaque livre (la description, l'état du livre et son prix). Les libraires peuvent le faire en utilisant leur propre logiciel ou via le logiciel gratuit d'AbeBooks nommé HomeBase.
Abebooks prend ensuite une commission fixe mensuelle, selon le nombre de livres en ligne, et des frais pour chaque vente : une commission de 8% sur le prix du livre et une commission allant de 3,5% à 5,5% sur les frais de prestataire de paiement externe, selon la destination (UE-non UE) et la valeur de la commande.

## Programmes de revente
AbeBooks est partenaire aux États-Unis de Barnes & Noble, Yahoo, half.com ; en Australie de bibliOZ et au Japon de Akaikutsu. AbeBooks Europe a, de son côté, des contrats de partenariat avec, entre autres, BOL, Buch.de, KNO/Buchkatalog.de, Booktra, Gardners et WH Smith. 